# Leslie Stephen

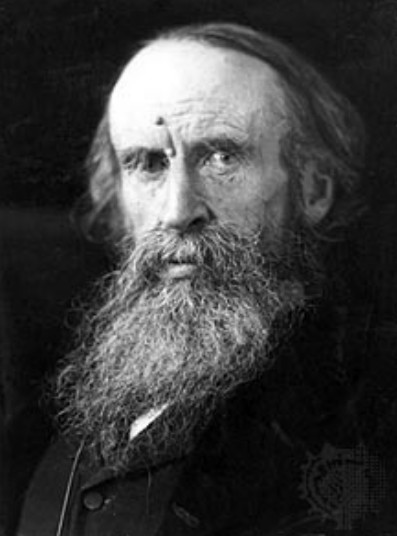
Leslie Stephen (Foto von George Charles Beresford, 1902)

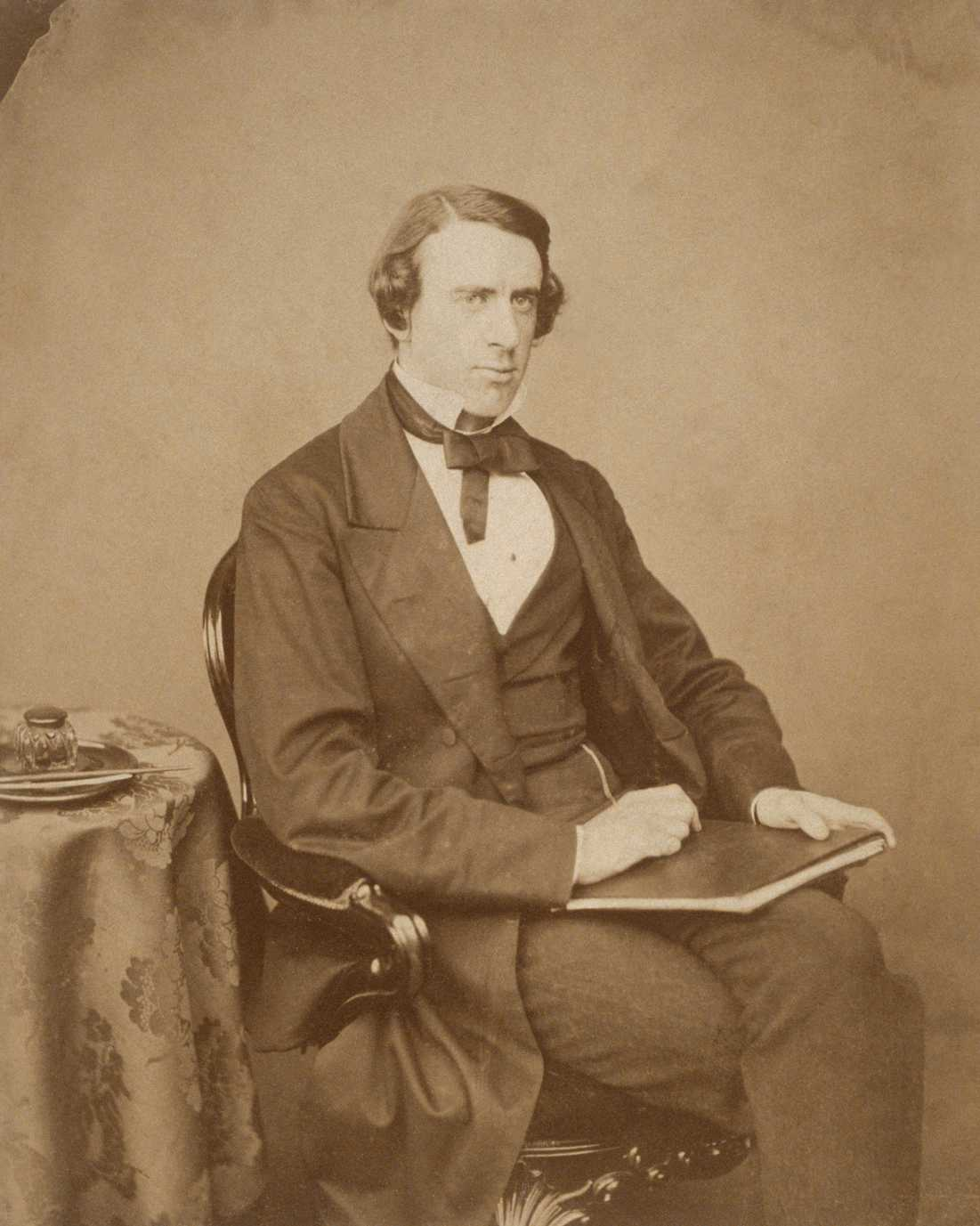
Leslie Stephen um 1860

Sir Leslie Stephen, KCB (* 28. November 1832 in London; † 22. Februar 1904 in Kensington, London) war ein britischer Historiker, Literat und Bergsteiger. Er war der Vater der Schriftstellerin Virginia Woolf sowie der Malerin Vanessa Bell.

## Leben
Leslie Stephen war der Sohn von Sir James Stephen, einem Kolonial-Unterstaatssekretär und zeitweise Regius Professor of Modern History in Cambridge. Sein Bruder war der Jurist James Fitzjames Stephen.
Stephen, ein Schüler des Eton College, studierte Philosophie am King’s College London und am Trinity-Hall-College in Cambridge, dessen fellow er 1856 wurde. Als Folge der Diskussionen um Charles Darwins Evolutionstheorie verlor er seinen Glauben. Sein Bruder James Fitzjames Stephen, der auch für die Saturday Review schrieb, führte ihn in die literarische Welt ein.
In erster Ehe war er mit Harriet Marian Thackeray, einer Tochter des Schriftstellers William Makepeace Thackeray, verheiratet, die 1875 starb. Aus der Ehe stammte ein geistig behindertes Kind, Laura.

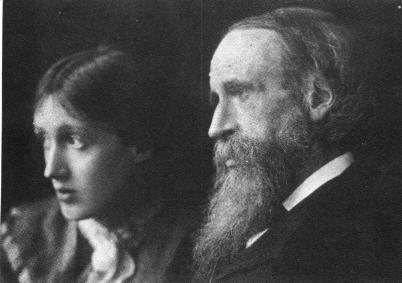
Virginia wurde als Schriftstellerin Virginia Woolf weltberühmt
(Foto von G. C. Beresford)

Seine zweite Ehefrau Julia Stephen (1846–1895) brachte aus ihrer ersten Ehe mit Herbert Duckworth drei Kinder mit: George, Stella und Gerald. Aus der Ehe mit Leslie Stephen gingen vier weitere Kinder hervor, die etwa zehn Jahre jünger waren: Vanessa, Thoby, Virginia und Adrian.
Als auch Julia Stephen 1895 starb, verfiel Leslie Stephen in eine anhaltende Depression. Er schloss sich tagsüber in sein Arbeitszimmer ein. Zunächst führte Stella Duckworth den Haushalt, dann Vanessa Stephen. Als Vanessa sich mit ihrem Vater zerstritt, blieb Virginia als wichtigste Kontaktperson übrig. Nach fast zweijährigem Leiden starb Leslie Stephen im Februar 1904 an Unterleibskrebs.

## Werk
Stephens 1876 veröffentlichte History of English Thought in the Eighteenth Century war ein großer Erfolg und wurde bis in die jüngste Zeit (zuletzt 2005) nachgedruckt. Stephen war der Herausgeber der ersten 26 Bände des Dictionary of National Biography (1882–1891). Über die 378 Beiträge hinaus, die er für dieses Lexikon verfasste, schrieb er sieben verschiedene Biografien. Von 1871 bis 1882 gab er außerdem die literarische Zeitschrift The Cornhill Magazine heraus und wurde einer der ersten professionellen Literaturkritiker Englands. Er förderte das Werk von Thomas Hardy, Robert Louis Stevenson, Edmund Gosse und Henry James. Stephen war Vertreter einer rationalistischen Ethik (Science of Ethics, 1882) und bekennender Agnostiker, was er in seinem Buch An Agnostic’s Apology (1893) begründete. Obgleich für Stephen der Glaube an einen gerechten Gott zum fortwährenden Leiden der Menschheit im Widerspruch stand, sah er sich selbst nicht als Atheist. Seine Studie The English Utilitarians (1900) ist noch immer eine nützliche Quelle zur Geschichte der Utilitarismus. Seine Studie English Literature and Society in the Eighteenth Century (1904) war ein Pionierwerk der Literatursoziologie.
Als Nachfolger von Tennyson wurde er Präsident der London Library. 1888 wurde er in die American Academy of Arts and Sciences gewählt. In ihrem Gründungsjahr 1902 wurde Mitglied der British Academy. Am 26. Juni 1902 wurde er als Knight Commander des Order of the Bath geadelt.

### Sportliche Leistungen

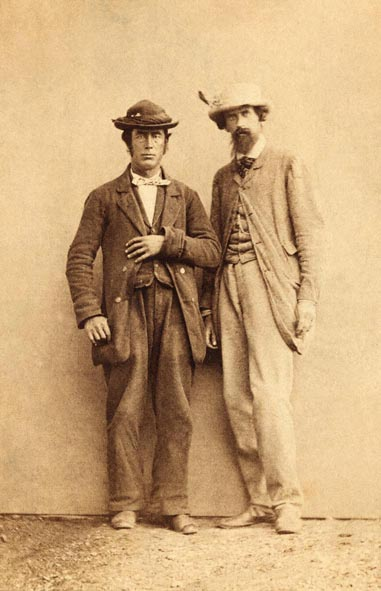
Leslie Stephen mit dem Bergführer Melchior Anderegg, circa 1870

Während seiner Studienzeit in Cambridge war Stephen ein großer Läufer und Ruderer. Im so genannten goldenen Zeitalter des Alpinismus bestieg er als erster einige der anspruchsvollsten Hochgipfel der Alpen (u. a. Bietschhorn, Schreckhorn, Monte Disgrazia und Zinalrothorn) und war einige Jahre Präsident des Alpine Club, den er mitbegründet hatte.
Erstbesteigungen
Stephen kletterte meist mit dem Schweizer Bergführer Melchior Anderegg:
- Wildstrubel – 11. September 1858 mit T. W. Hinchliff und Melchior Anderegg
- Bietschhorn – 13. August 1859 mit Joseph Siegen, Johann Siegen und Joseph Ebener
- Rimpfischhorn – 9. September 1859 mit Robert Liveing, Melchior Anderegg und Johannes Zumtaugwald
- Alphubel – 9. August 1860 mit T. W. Hinchliff, Melchior Anderegg und Peter Perren
- Blüemlisalphorn – 27. August 1860 mit Robert Liveing, Melchior Anderegg, F. Ogi, P. Simond und J. K. Stone
- Schreckhorn – 16. August 1861 mit Ulrich Kaufmann, Christian Michel und Peter Michel
- Monte Disgrazia – 23. August 1862 mit E. S. Kennedy, Thomas Cox und Melchior Anderegg
- Zinalrothorn – 22. August 1864 mit Florence Crauford Grove, Jakob Anderegg und Melchior Anderegg
- Mont Mallet – 4. September 1871 mit G. Loppe, F. A. Wallroth, Melchior Anderegg, Ch. und A. Tournier

### Eigene Werke (Auswahl)
- Peaks, passes and glaciers. 1862.
- The playground of Europe. Longmans, Green & Co., London 1904, first printed 1871, reprinted 1894, 1895; Textarchiv – Internet Archive
- The playground of Europe. Illustrated with Photographs. G. P. Putnam’s sons, New York / London 1909, American edition; Textarchiv – Internet Archive
- History of English Thought in the Eighteen Century. 2 Bände. 1876; Textarchiv – Internet Archive.
- The Science of Ethics. 1882; Textarchiv – Internet Archive.
- Dictionary of National Biography. 1885 ff., Begründer und Herausgeber der ersten 26 Bände.
- An Agnostic’s Apology and other Essays. 1893; Textarchiv – Internet Archive.
- Books by Sir Leslie Stephen – Internet Archive
- Bücher von Stephen, Leslie im Projekt Gutenberg

### Weitere Literatur
- Leslie Stephen, Mark A. Reger, John W. Bicknell (Hrsg.): Selected Letters of Leslie Stephen: 1882–1904: 002. Oxford University Press, 1996, ISBN 0-8142-0691-3.
- Brian D. Stenfors: Signs of the Times: Leslie Stephen’s Letters to The Nation from 1866–1873 (= American University Studies Series IV, English Language and Literature). Peter Lang, New York 1996, ISBN 0-8204-1885-4.